# Brasil Mostra Brasil
Brasil Mostra Brasil é a maior feira multissetorial da Região Nordeste. Corre várias capitais da região.